# Танджунг-Балай-Каримун
Танджунг-Балай-Каримун (индон. Tanjung Balai Karimun) — город в индонезийской провинции Кепулауан-Риау, столица округа Каримун. Находится на острове Большой Каримун.
В городе расположен порт с тем же названием, который связан водным транспортом с городом Думай через Малаккский пролив и Сингапуром через Сингапурский пролив. Город входит в свободную экономическую зону Батам — Бинтан — Танджунг-Балай-Каримун.
В демографии заметную роль играют перанакан. В городе много китайских храмов, старейший построен в 1926 году.